# 훌리오 살리나스
훌리오 살리나스 페르난데스(스페인어: Julio Salinas Fernández, 1962년 9월 11일, 스페인 빌바오 ~ )는 은퇴한 스페인의 축구 선수이다. 주 포지션은 공격수이다.

## 선수 경력
살리나스는 1982년 아틀레틱 빌바오의 리저브팀 빌바오 아틀레틱에 들어갔고, 1983년 3월 26일 아틀레틱 빌바오에서 셀타 비고를 상대로 프리메라리가 첫 골을 넣었다.
2시즌 동안 아틀레틱 빌바오에서 12골을 넣은 그는 1986년 아틀레티코 마드리드로 이적하였고 그곳에서 31골을 넣었다. 1988년 FC 바르셀로나로 이적했고 이적 첫 해에 20골을 넣는 등 많은 활약을 하였다. 1994년 팀을 떠난 후, 데포르티보 라코루냐에 입단하였으나 1시즌후 스포르팅 히혼으로 이적하였고, 다시 1시즌후 일본 프로축구팀 요코하마 F. 마리노스에 입단하였다. 그는 팀에서 예전 동료 욘 안도니 고이코에체아와 같이 뛰며 그의 실력을 보여주었고, 1998년 스페인으로 돌아와 데포르티보 알라베스에 입단한 후, 2000년 5월 19일 은퇴하였다.
스페인 축구 국가대표팀의 일원으로서 활약하였으며 56경기에 출전했고 22골을 넣었다. 1986년 FIFA 월드컵과 1990년 FIFA 월드컵, 1994년 FIFA 월드컵, UEFA 유로 1988, UEFA 유로 1996에 출전했으며 1986년 FIFA 월드컵에서는 북아일랜드, 1990년 FIFA 월드컵에서는 유고슬라비아, 1994년 FIFA 월드컵에서는 대한민국과의 경기에서 득점을 기록했다.

## 수상 경력
- 아틀레틱 빌바오:
  - 라 리가: 1982-83, 1983-84
  - 코파 델 레이: 1983-84
- FC 바르셀로나:
  - 유러피언컵: 1991-92
  - UEFA 슈퍼컵: 1992
  - UEFA 컵위너스컵: 1988-89
  - 라 리가: 1990-91, 1991-92, 1992-93, 1993-94
  - 수페르코파 데 에스파냐: 1991, 1992
  - 코파 델 레이: 1989-90
- 데포르티보 라 코루냐:
  - 코파 델 레이: 1994-95